# أنجيلا هاينس
أنجيلا هاينس (بالإنجليزية: Angela Haynes) مواليد 27 سبتمبر 1984 في كاليفورنيا، الولايات المتحدة، هي لاعبة كرة مضرب أمريكية سابقة بدأت مسيرتها كمحترفة سنة 2002 وكانت تلعب باليد اليسرى، اعتزلت اللعب في 2014. أعلى تصنيف لها في الفردي كان المركز الـ 95 في سنة 2005.

## روابط خارجية
- أنجيلا هاينس على موقع رابطة محترفات التنس (الإنجليزية)
- أنجيلا هاينس على موقع الاتحاد الدولي لكرة المضرب (الإنجليزية)
- أنجيلا هاينس على موقع خلاصة التنس.كوم (الإنجليزية)
- أنجيلا هاينس على موقع إي إس بي إن.كوم (الإنجليزية)